# Sena V
Sena V fou rei d'Anuradhapura (Sri Lanka) del 991 al 1001. Fou fill i successor de Mahinda IV pujant al tron amb només 12 anys.
Sena va nomenar al seu germà Udaya com a sub-rei i va confirmar al experimentat general Sena com a comandant en cap.
El rei exigia un servilisme total a la seva persona, tot i la seva curta edat. Un germà petit del comandant en cap va ser nomenat pel rei com a conseller. En un moment en què el comandant era absent en una expedició contra uns rebels, el conseller va desobeir les ordres del rei i aquest el va fer matar. Al assabentar-se de la notícia el comandant es va dirigir cap a la capital clamant venjança i el rei va haver de fugir a Ruhunu deixant a la seva mare, al sub-rei i a la reina-consort a la capital i marxant acompanyat només del seu conseller Mahamalla Udaya, personatge completament servil al rei. El comandant en cap va deixar en pau a la reina mare (de la que va quedar sorprès per la seva tranquil·litat i dignitat) però va convocar als tàmils de la capital i els va confiar l'administració del país mentre ell passava a residir a Polonnaruwa. Allí fou atacat per forces enviades des del sud pel rei, però va resistir l'atac.
Quan el rei va descobrir que el país estava sent saquejat pels tàmils i que el poble esperava la intervenció reial per salvar el país, va cessar al seu conseller Mahamalla Udaya, va negociar amb Sena amb el que va arribar a un acord (entre les clàusules del acord una establia el casament del rei amb la filla del comandant en cap) i mercès a això va recuperar el regne.
No va estar gaire temps més al tron, ja que es va alcoholitzar fins a la mort; els conseller escollits pel rei no li havien tret l'hàbit i fins i tot l'havien encoratjar encara que fos per no portar-li la contrària.
Un viatger xinès de nom Keni, en el seu llibre Seyih King-Ching (Viatges als regnes occidentals al segle X) escrit vers 964, esmenta haver vist un monestir singalès a l'Índia continental.
A la mort de Sena V el va succeir el seu germà Mahinda V.